# Cymatonycha castanea
Cymatonycha castanea är en skalbaggsart som beskrevs av Bates 1874. Cymatonycha castanea ingår i släktet Cymatonycha och familjen långhorningar.
Artens utbredningsområde är:
- Costa Rica.
- Guatemala.
- Honduras.
- Nicaragua.
- Panama.

Inga underarter finns listade i Catalogue of Life.